# Gallinero de Cameros
Gallinero de Cameros è un comune spagnolo di 25 abitanti situato nella comunità autonoma di La Rioja.